# Norman A. Crowder
Norman Allison Crowder (6. dubna 1921 – 11. května 1998) byl americký profesor psychologie, vědec, vynálezce, učitel, hudebník i vypravěč. Vyrůstal v Oregonu a absolvoval Reed College, Stanford University, St. Louis University Medical School a the University of Chicago.
Jako profesor na Vysoké škole technické v Illinois, založil Crowder vědeckou společnost a vytvořil ITC radu pro zlepšení výuky výpočetní techniky, kterou vedl až do svého odchodu do důchodu. Zemřel 11. května 1998 ve věku 77 let na rakovinu plic.

## Díla

### TutorText
Je autorem a editorem série instruktážních naučných knih TutorText vydaných nakladatelstvím Doubleday v New Yorku, zahrnující The Arithmetic of Computers publikované v roce 1958. Je hlavním autorem myšlenky teorie větvení programových instrukcí, kterou TutorText zahrnuje.

### AutoTutor
Prosadil se též jako zkušený elektro-mechanický konstruktér a přispěl k bohatství národa s vynálezem stolního stroje AutoTutor, který byl využíván jako výuková pomůcka. Je založen na teorii větvení, pomocí něhož je studentovi přizpůsobena obtížnost látky na základě úrovně znalostí studenta, zjištěných podle správnosti odpovědí na strojem kladené otázky. První AutoTutor byl vyroben již v roce 1960, dlouho předtím, než byl vyroben univerzální stolní počítač. Dodnes se v oblasti e-learningu zachovalo označení tutor pro autory, vzdělavatele a nejbližší spolupracovníky studujícího.

### Programované vyučování
Norman A. Crowder byl jedním z představitelů koncepce programovaného vyučování. Za zakladatele této koncepce jsou považováni Burrhus F. Skinner a Sidney L. Pressey. Všichni tři pánové se zaměřili na problematiku programovaného učení. Každý z nich vytvořil program pro podporu výuky a došel k odlišnému výsledku, jelikož k řešení přistupoval jiným způsobem a stanovil si jiné výukové metody a cíle programu.

#### Burrhus F. Skinner
Skinner vytvořil lineární program s tvořenou odpovědí, který obsahuje krátké dávky učiva a otázky, které jsou poměrně často kladené. To zaručuje, že žák postupuje krok po kroku stále dopředu, jelikož je program postaven tak, aby se studenti nedopustili chyb. Nerozvíjí schopnost pracovat s chybou.

#### Sidney L. Pressey
Pressey sestavil program tak, že student odpovídá na otázku tak dlouho, dokud nevybere z nabídnutých možností správnou odpověď. Program reaguje na správnou odpověď a chybu jiným způsobem.

#### Norman A. Crowder
Crowderův větvený program se naopak zaměřuje právě na práci s chybou. Koriguje postup žáka rozmanitým způsobem na základě kvality jeho odpovědí. Klade důraz zejména na vysvětlování vzniklých chyb, než na to, aby ke vzniku chyby vůbec nedošlo. Nechápe chybu jako faktor, který ruší učení. Jeho názorem je, že chyba je příležitost, kdy můžeme studentovi učivo znovu vysvětlit a upevnit tak probíranou látku tím, že studentovi předložíme více úloh k procvičení. Pokud student odpoví na otázku chybně, může program podle charakteru chyby přesunout studenta znovu k této otázce po podání doplňujících informací nebo na některou z bočních větví s dalšími souvisejícími otázkami nebo v nejhorším případě na výklad látky.
Pokud student testované látce rozumí a odpovídá správně na otázky, neprochází všemi testovými otázkami, ale jen těmi stěžejními a postupuje programem rychleji, jelikož se pohybuje po tzv. hlavní větvi. Chyby jsou různého charakteru a proto je potřeba umět chyby identifikovat, interpretovat a korigovat.

##### Ukázka schématu Crowderova větveného programu

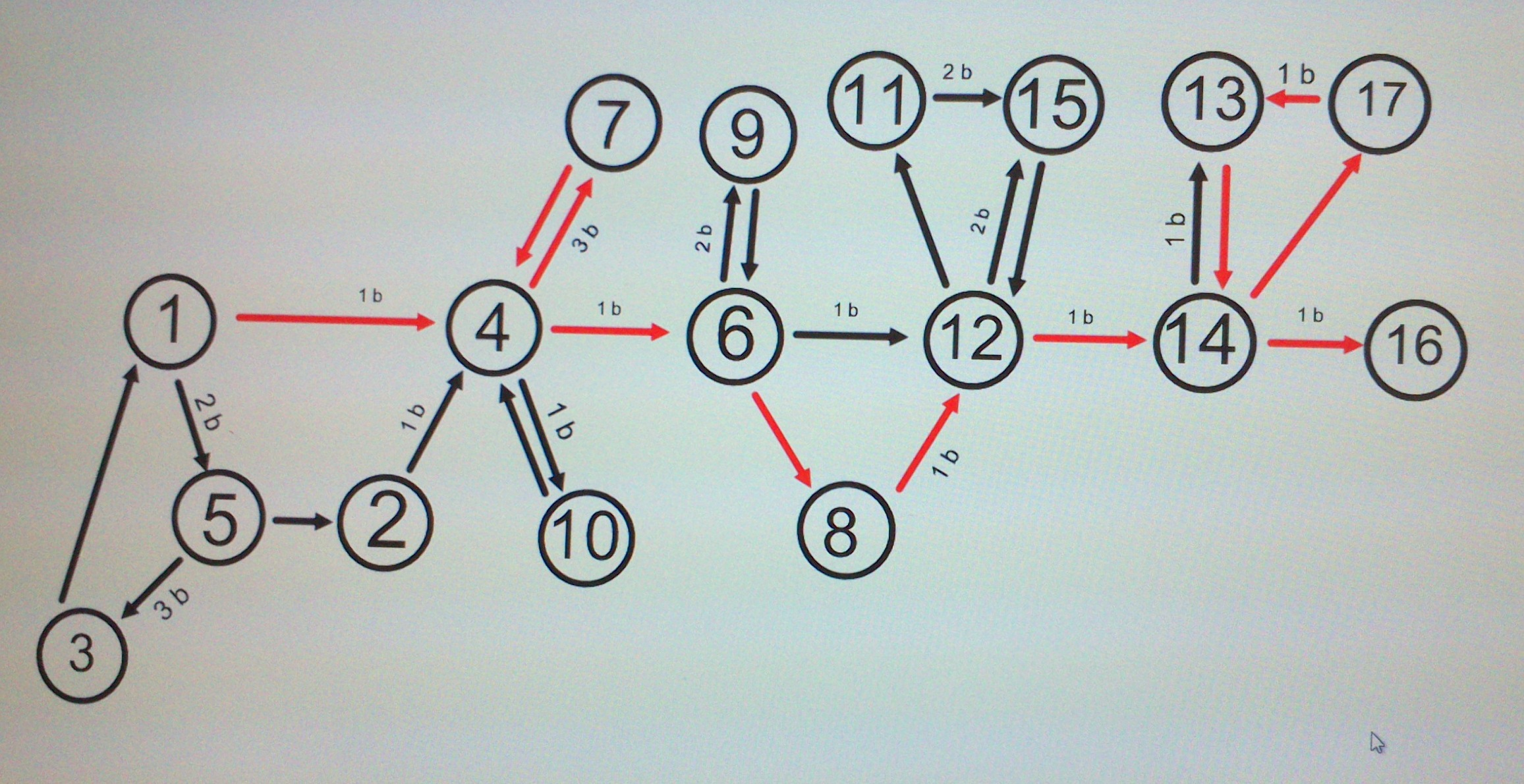
Schéma Crowderova větveného programu

Na tomto obrázku je zobrazeno schéma Crowderova větveného programu, tvořeného 17 otázkami. Jednotlivé otázky zde symbolizují číslice v kolečku. Šipky určují, jakým směrem má student postupovat. Hlavní větev je umístěna vodorovně a je tvořena 6 otázkami. Když bude mít student dobré znalosti o testované látce a odpoví na všechny otázky správně, projde pouze hlavní větví. Pokud na některou z otázek nacházející se v hlavní větvi odpoví nesprávně, je přesměrován na větev vedlejší, která je tvořena buď informačním uzlem s podrobnějším vysvětlením tématu (např. otázka č. 7) a nebo na další otázku, která se špatně zodpovězenou otázkou úzce souvisí.
Červeně je názorně vyznačena cesta, kterou se vydal jeden ze studentů. Ze schématu je patrné, že si nevěděl rady s otázkou č. 4 a znovu pak s otázkami 6 a 14. Zpravidla se při tomto testu sbírají body a úkolem je sebrat co nejméně bodů, tzn. projít co nejmenším počtem otázek.